# Dẻ Bắc Giang
Dẻ Bắc Giang hay sồi đá Bắc Giang, sồi nâu (danh pháp: Lithocarpus bacgiangensis) là một loài thực vật có hoa trong họ Fagaceae. Loài này được (Hickel & A.Camus) A.Camus mô tả khoa học đầu tiên năm 1931.